# Trichopteryx misera
Trichopteryx misera är en fjärilsart som beskrevs av Butler 1879. Trichopteryx misera ingår i släktet Trichopteryx och familjen mätare. Inga underarter finns listade i Catalogue of Life.